# 黄巣

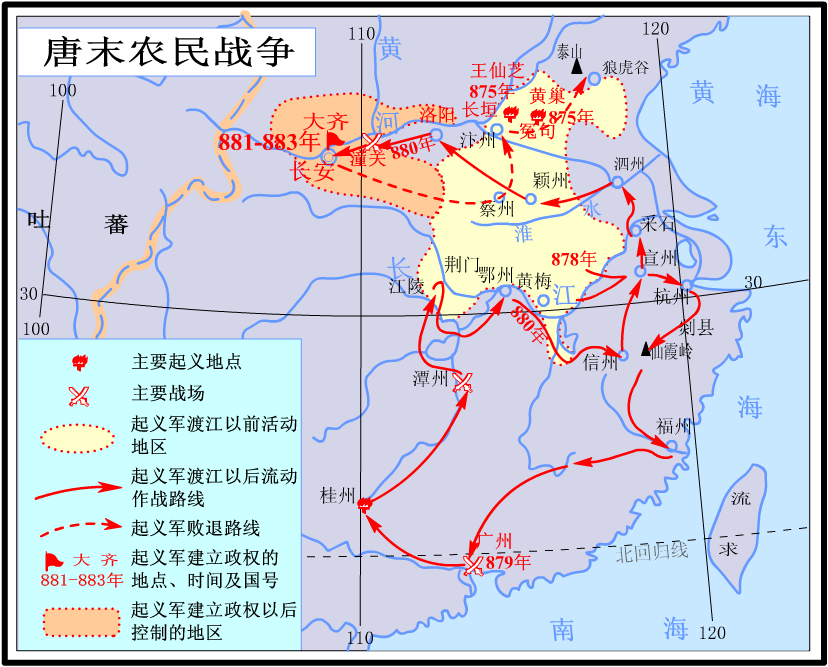
黄巣軍の進路

黄 巣（こう そう）は、唐末の反乱指導者。874年から10年間、全土を転戦しながら反乱を指揮した。
この一連の大乱を黄巣の名をとって黄巣の乱と呼ぶ。黄巣の乱により全国王朝としての唐は実質的に滅び、以後は各地に割拠する軍閥の中で長安一帯をかろうじて治める一地方政権に転落する。

## 生涯
黄巣は曹州冤句県（現在の山東省菏沢市牡丹区）の出身。若い頃は騎射を良くし任侠を好んでいた。一方で学問に励み、何度か進士に挙げられたが科挙には落第して、塩賊（私塩の密売人）となった。
乾符元年（874年）、同じく塩賊だった王仙芝が数千の衆をもって挙兵すると、黄巣も数千の衆を率いて、これに参加し、やがて反乱軍の中心人物の一人になっていった。黄巣と王仙芝は特定の根拠地は持たず、山東・河南・安徽を略奪しては移動という行動を繰り返した。876年に唐から懐柔策として王仙芝だけに官僚のポストが示されたが、これに黄巣が反対したために二人は分裂し、乾符5年（878年）に王仙芝は官軍に敗れて戦死した。
その残党を合わせた黄巣軍は江南へと向かうが両浙・福建を経て、879年に広州へと入り、現地のアラビア商人などの外国人商人を多数殺害した。その後、黄巣軍は北へ帰ることを目指し、西の桂州から潭州を経由して長江を渡るも現地の藩鎮軍に大敗して、再び長江を南に渡って東へと進路を変えた。
官軍の虚を突いて、采石で長江を渡り、そこから洛陽の南の汝州に入った。ここで自ら天補平均大将軍を名乗る。同年の秋に洛陽を陥落させる。さらに西へ進軍し、長安の東の守りである潼関を突破し、その5日後には長安を占領した。唐の皇帝僖宗は成都へと避難した。
黄巣は長安で皇帝に即位し、国号を大斉とし、金統と改元した。長安に入城した後の黄巣軍は貧民がいればこれに施しをしたが、官吏や富豪を憎んで略奪を行い、黄巣も統御できないほどであった。一方で唐の三品以上の高官は追放したが、四品以下の官僚はその職に残した。貧民や群盗出身の黄巣軍の兵士たちに官僚としての仕事が出来るわけはないので、唐の官僚をそのまま採用せざるをえないのであった。
その後、黄巣軍には深刻な食糧問題が生じた。元々長安の食料事情は非常に悪く、江南からの輸送があって初めて成り立っていたのである。長安を根拠として手に入れた黄巣軍だったが、それによりかつてのように攻められれば逃げるという行動が取れなくなり、他の藩鎮勢力により包囲され、食料の供給が困難となった。長安周辺では過酷な収奪が行われ、穀物価格は普段の1000倍となり、食人が横行した。この状況で882年、黄巣軍の同州防禦使であった朱温（後の朱全忠）は黄巣軍に見切りを付け官軍に投降した。さらに突厥沙陀族出身の李克用が大軍を率いて黄巣討伐に参加。
883年に黄巣軍は李克用軍を中核とする唐軍に大敗。もはや維持するのが困難になった長安を黄巣軍は退去し、河南へ入るが、ここで李克用の追撃を受けて再び大敗。黄巣軍は壊滅し、泰山付近の狼虎谷で黄巣は外甥の林言の介錯のもと自害して果てた。884年6月のことで、10年に渡った黄巣の乱は終結した。
現在の中国では、黄巣は農民反乱の指導者として、明末の李自成とともに高く評価されている。

## 詩
黄巣はいくつか漢詩も残しており、『題菊花（菊花に題す）』・『詠菊（菊を詠ず）』などで反乱への意気込みを謡っている。

## 登場作品
- 谷恒生『長安烈日―大唐帝国を倒した巨魁・黄巣』（祥伝社）

### 史書
- 司馬光 (1084) (中国語). 資治通鑑
  -  (中国語) 唐紀六十八. 巻252. (1084)

### 近・現代
- 布目潮渢、栗原益男『隋唐帝国』（初版）講談社〈講談社学術文庫〉、1997年。ISBN 4061593005。
- 窪添慶文、關尾史郎、中村圭爾、愛宕元、金子修一 著、池田温 編『中国史 三国〜唐』 2巻（初版）、山川出版社〈世界歴史大系〉、1996年。ISBN 4634461609。
- 氣賀澤保規『中国の歴史6 絢爛たる世界帝国:隋唐時代』（初版）講談社、2005年。ISBN 978-4062740562。
  - 氣賀澤保規『中国の歴史6 絢爛たる世界帝国:隋唐時代』講談社〈講談社学術文庫〉、2020年。ISBN 978-4-06-521907-2。